# Scotopteryx aelptes
Scotopteryx aelptes là một loài bướm đêm trong họ Geometridae.